# USS Commodore McDonough (1862)
«Коммодор Макдонаф» (англ. USS Commodore McDonough) був поромом, придбаним ВМС Союзу під час Громадянської війни у США. Пароми високо цінувалися, оскільки їх плоске дно та низька осадка дозволяла їм пересуватися мілководдями та річками, куди не могли проникнути інші кораблі.
Корабель служив як канонерський човен, забезпечуючи блокаду узбережжя Південної Кароліни, насамперед Чарлстона. Він часто піднімався вгору місцевими річками для обстрілів берегових споруд та батарей, а також для прикриття переправ військ. Під час операцій у гавані Чарльстону корабель часто вступав у перестрілки з фортами, які прикривали місто.
Затонув після завершення бойових дій 23 серпня 1865 року під час буксирування до Нью-Йорка.